# St. Ludwig (Ansbach)

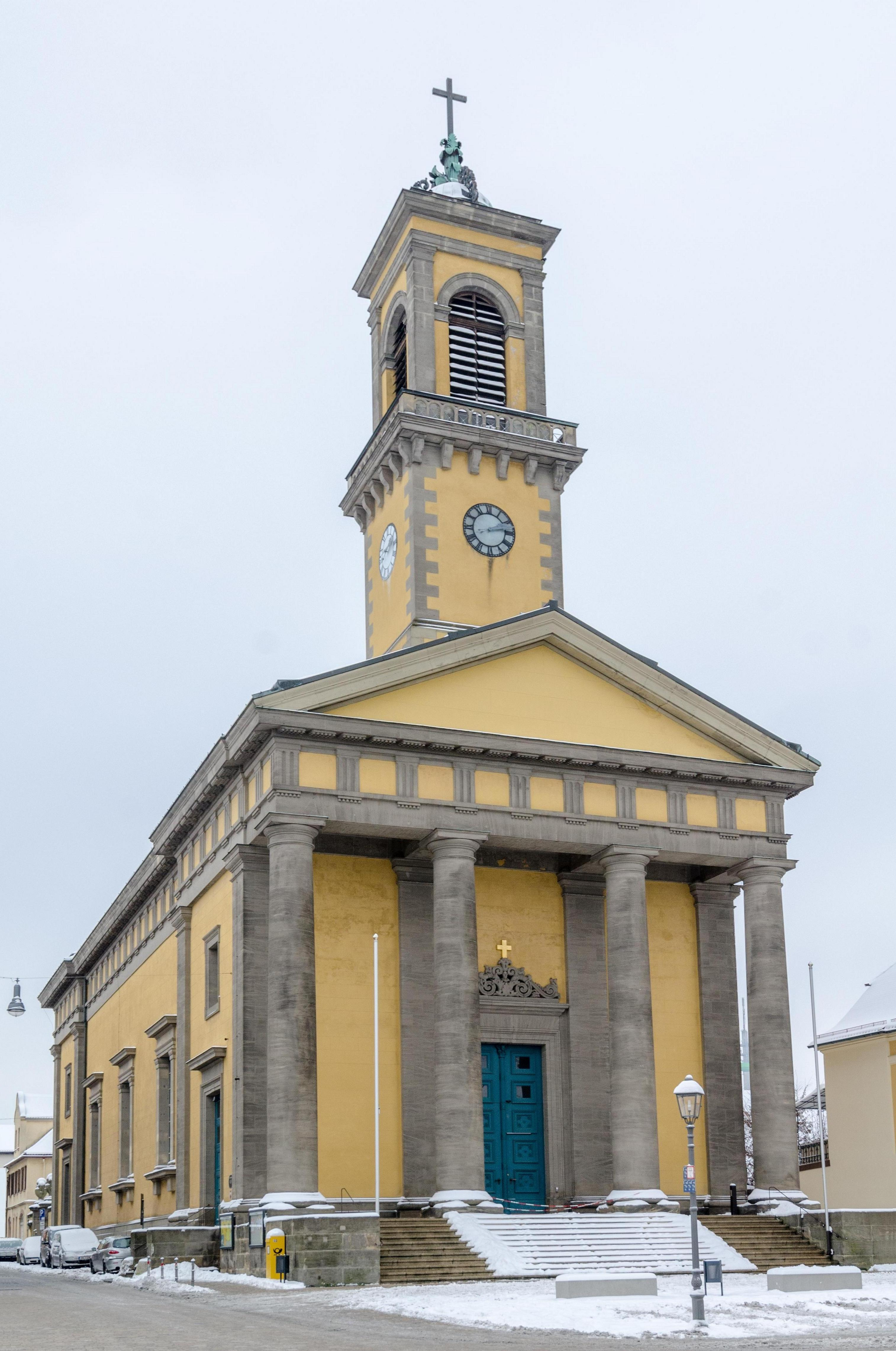
St. Ludwig

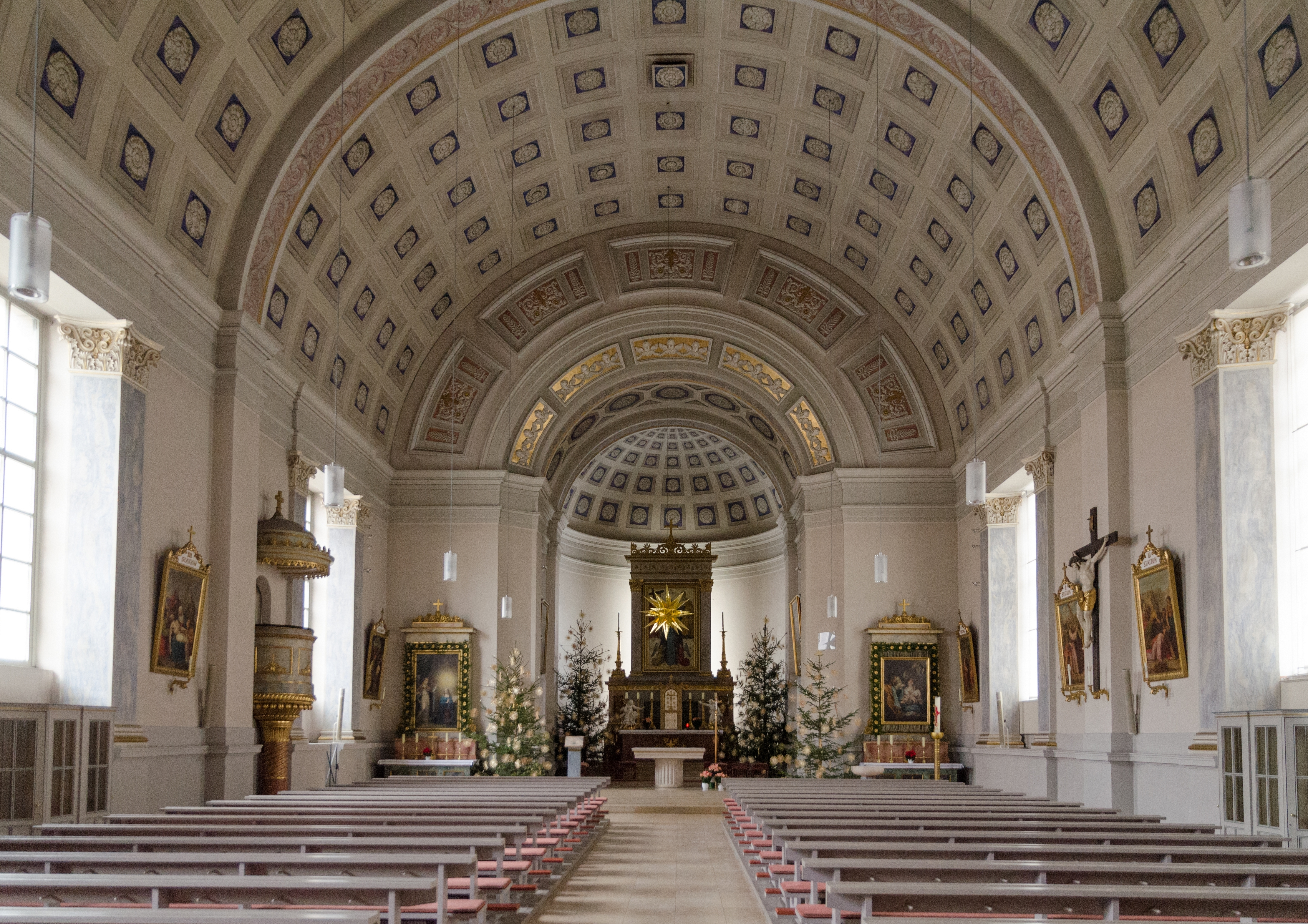
Innenansicht mit Blick auf Altar

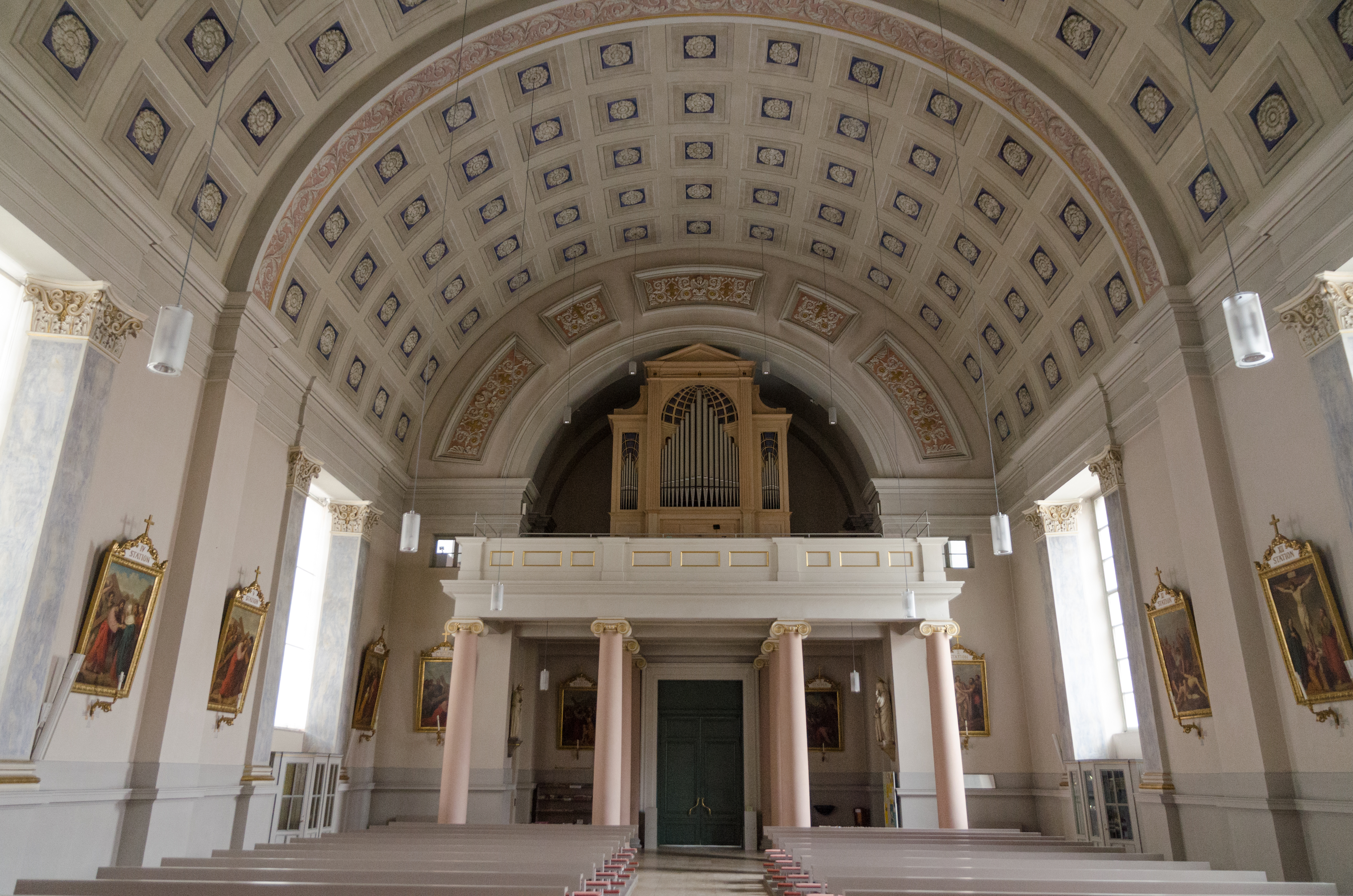
Innenansicht mit Blick auf Orgel

St. Ludwig ist eine römisch-katholische Pfarrkirche in Ansbach. Die klassizistische Saalkirche wurde 1834 bis 1840 nach Plänen von Leonhard Schmidtner erbaut. Sie gehört zum Erzbistum Bamberg und steht unter Denkmalschutz.

## Geschichte
Seit der Einführung der Reformation im Fürstentum Ansbach durch Georg den Frommen waren Stadt und Region lutherisch. Für die seit dem 18. Jahrhundert wieder zuwandernden Katholiken wurde 1777/1778 ein unauffälliger, turmloser Kirchsaal am Karlsplatz erbaut, die heutige Karlshalle. Als dieses Gebäude für die gewachsene Gemeinde zu klein wurde, begannen die Planungen für die heutige Kirche. Die Schirmherrschaft übernahm König Ludwig I., dessen Namenspatron, Ludwig der Heilige, auch Patron der neuen Kirche wurde. Als Nachfolger von Domkapitular Hans Kern ist der Bamberger Domkapitular Norbert Jung seit September 2020 leitender Pfarrer der Pfarrei St. Ludwig.

## Architektur und Ausstattung
Der Schmidtnersche Entwurf folgt dem Stil des Münchner Klassizismus, wie er etwa die Ludwigstraße prägt. Das gelblich verputzte Äußere ist durch steinsichtige Säulen und Gebälke gegliedert. Dem Portal ist ein Säulenportikus nach dem Vorbild antiker Tempel vorgestellt, der über eine Freitreppe erreicht wird. Darüber steht zentral der schlanke, zweigeschossige Glockenturm im Stil der toskanischen Renaissance. Im Inneren überspannt den Kirchsaal ein kassettiertes Tonnengewölbe. Den Südabschluss bildet die Rundapsis mit dem Hochaltar.
Große Teile der originalen Ausstattung sind erhalten, darunter die Aufbauten des Hoch- und der beiden Seitenaltäre sowie die Kanzel. Die 14 Kreuzwegbilder im Nazarenerstil schuf Johann von Schraudolph 1864. Die 1947/1948 von Paul Plontke gemalten Altarbilder Marienkrönung (Hauptaltar), hl. Ludwig (rechts) und hl. Gumbert (links) passen sich stilistisch der Umgebung an.

## Glocken
Die vier Glocken wurden 1840 nach den Söhnen König Ludwigs I. benannt.
- Maximilian Durchmesser 154 cm, Höhe, 112 cm, Gewicht mehr als 39 Zentner, c’
- Otto Durchmesser 121 cm, 20 Zentner, e’
- Luitpold Durchmesser 96 cm, 8 Zentner, g’
- Adalbert Durchmesser 76 cm, Höhe 70 cm, 4 Zentner, c’’ – diese wird auch als Totenglocke verwendet

Alle vier Glocken wurden 1838 gegossen, wobei das Metall von erbeuteten türkischen Kanonen aus der Schlacht von Navarino stammte.
Im Zweiten Weltkrieg wurden die größeren beiden Glocken eingezogen, um eingeschmolzen zu werden. 1946 konnten sie aber auf dem Hamburger Glockenfriedhof wiedergefunden werden und kamen zurück nach Ansbach. Da sich die Glocken mit ihren zusammen 71 Zentnern für die ursprüngliche Turmkonstruktion als zu schwer herausstellten, wurde der Turm 1985 mit vier Stahlrohren verstärkt.

## Orgel

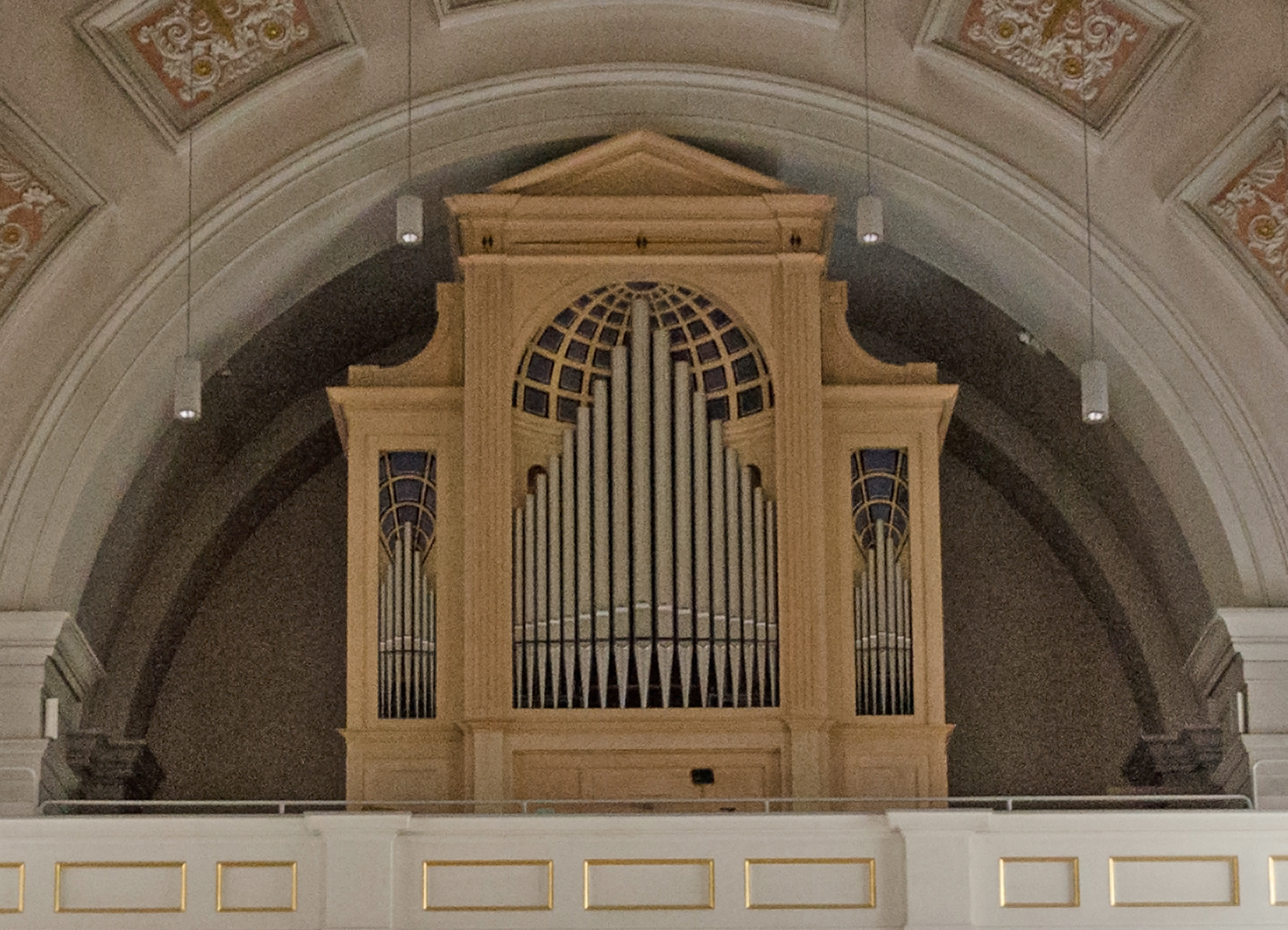
Weimbsorgel von 1992

1959 erhielt die Kirche eine Orgel von G. F. Steinmeyer & Co. 1980 wurden an diesem Instrument Ausfallerscheinungen festgestellt und eine Generalüberholung beziehungsweise ein Orgelneubau empfohlen. Der Bamberger Domkapellmeister Wolfgang Wünsch regte wegen der Störanfälligkeit der alten Orgel an, diese nur notdürftig zu reparieren und langfristig ein neues Instrument anzuschaffen. Die Generalüberholung hätte etwa 150.000 DM gekostet, während der Neupreis der Orgel im Jahr 1959 bei nur 60.000 DM lag. Der Neubau der Orgel wurde 1987 beschlossen und zur Unterstützung der Finanzierung ein Orgelbauverein gegründet. Über Spenden, Benefizkonzerte und Patenschaften für Pfeifen oder Register konnten bereits im ersten Jahr rund 100.000 DM eingeworben werden. Bis 1989 lagen mehrere Angebote von Orgelbaufirmen vor. Um die Entscheidungsfindung zu unterstützen, unternahmen die Verantwortlichen mit interessierten Pfarreiangehörigen eine Orgelfahrt, bei der Instrumente besichtigt und angehört wurden. Die Entscheidung fiel schließlich zugunsten der Orgelbaufirma Weimbs. Die bisherige Orgel wurde 1992 demontiert und im gleichen Jahr die neue Orgel aufgebaut. Sie verfügt über 41 Register und hat folgende Disposition:
| I Hauptwerk C–g3   |       |
| Principal          | 8′    |
| Hohlflöte          | 8′    |
| Rohrflöte          | 8′    |
| Octav              | 4′    |
| Blockflöte         | 4′    |
| Superoctav         | 2′    |
| Cornet III (ab c1) | 2 ⁄3′ |
| Mixtur IV–VI       | 1 ⁄3′ |
| Trompete           | 16′   |
| Trompete           | 8′    |
| Chamade            | 4′+8′ |
| Tremulant          |       |

| II Positiv C–g3   |       |
| Principal (ab g0) | 8′    |
| Bourdon           | 8′    |
| Octav             | 4′    |
| Rohrflöte         | 4′    |
| Superoctav        | 2′    |
| Sedez             | 1′    |
| Mixtur III        | 1′    |
| Sesquialter       | 2 ⁄3′ |
| Cromorne          | 8′    |
| Tremulant         |       |

| III Schwellwerk C–g3 |        |
| Bourdon              | 16′    |
| Gedeckt              | 8′     |
| Harmonieflöte        | 8′     |
| Gamba                | 8′     |
| Voix céleste         | 8′     |
| Principal            | 4′     |
| Traversflöte         | 4′     |
| Nasard               | 2 ⁄3′  |
| Flageolet            | 2′     |
| Terz                 | 1 3⁄5′ |
| Plein jeu VII        | 2′     |
| Trompette harmonique | 8′     |
| Hautbois             | 8′     |
| Voix humaine         | 8′     |
| Tremulant            |        |

| Pedal C–f1   |     |
| Principalbaß | 16′ |
| Subbaß       | 16′ |
| Octavbaß     | 8′  |
| Gedecktbaß   | 8′  |
| Choralflöte  | 4′  |
| Posaune      | 16′ |
| Trompete     | 8′  |

- Koppeln: II/I, III/I, III/II, I/P, II/P, III/P
- Spielhilfen: pneumatischer General- und Werkeinzelabsteller